# Eidskog

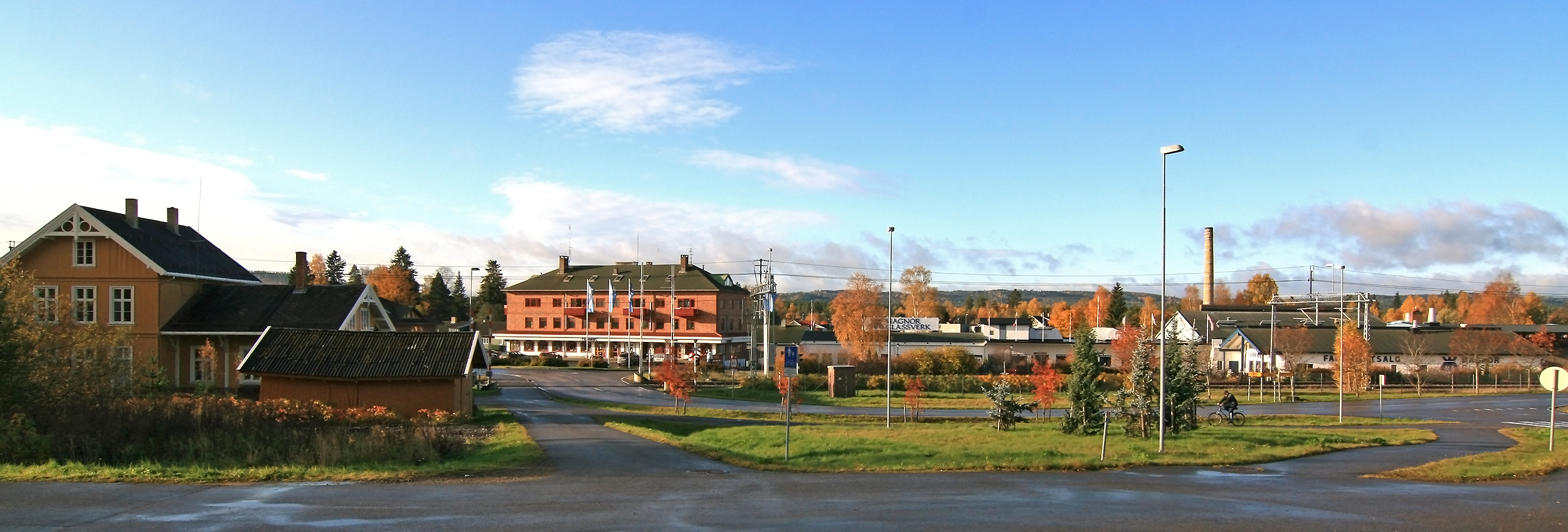
Eidskog

Eidskog là một đô thị hạt Hedmark, Na Uy. Nó là một phần của khu vực truyền thống của Glåmdal. Trung tâm hành chính của đô thị này là làng Skotterud. Eidskog đã được tách khỏi đô thị Vinger vào năm 1864.
Đô thị này nằm ở cuối phía nam của hạt Hedmark. Nó có ranh giới phía bắc với Kongsvinger và ở phía tây của Aurskog-Hà Lan, Nes og Sør-Odal. Eidskog giáp Thụy Điển, cả hai phía đông và phía nam.